# Megateg elegans
Megateg elegans là một loài nhện trong họ Zoropsidae.
Loài này thuộc chi Megateg. Megateg elegans được Raven & Stumkat miêu tả năm 2005.